# Éolienne de Berchères-les-Pierres
L'éolienne de Berchères-les-Pierres est une éolienne Bollée, située sur la commune de Berchères-les-Pierres dans le département français d'Eure-et-Loir en région Centre-Val de Loire.

## Historique
Cette éolienne a été construite sur la base d'un brevet de 1885 d'Auguste Bollée. Elle est identique à celle de Nogent-le-Phaye.
Installée après la sécheresse de 1886, elle alimente un lavoir.
Elle est inscrite au titre de monument historique depuis 1993.

L'éolienne et le lavoir
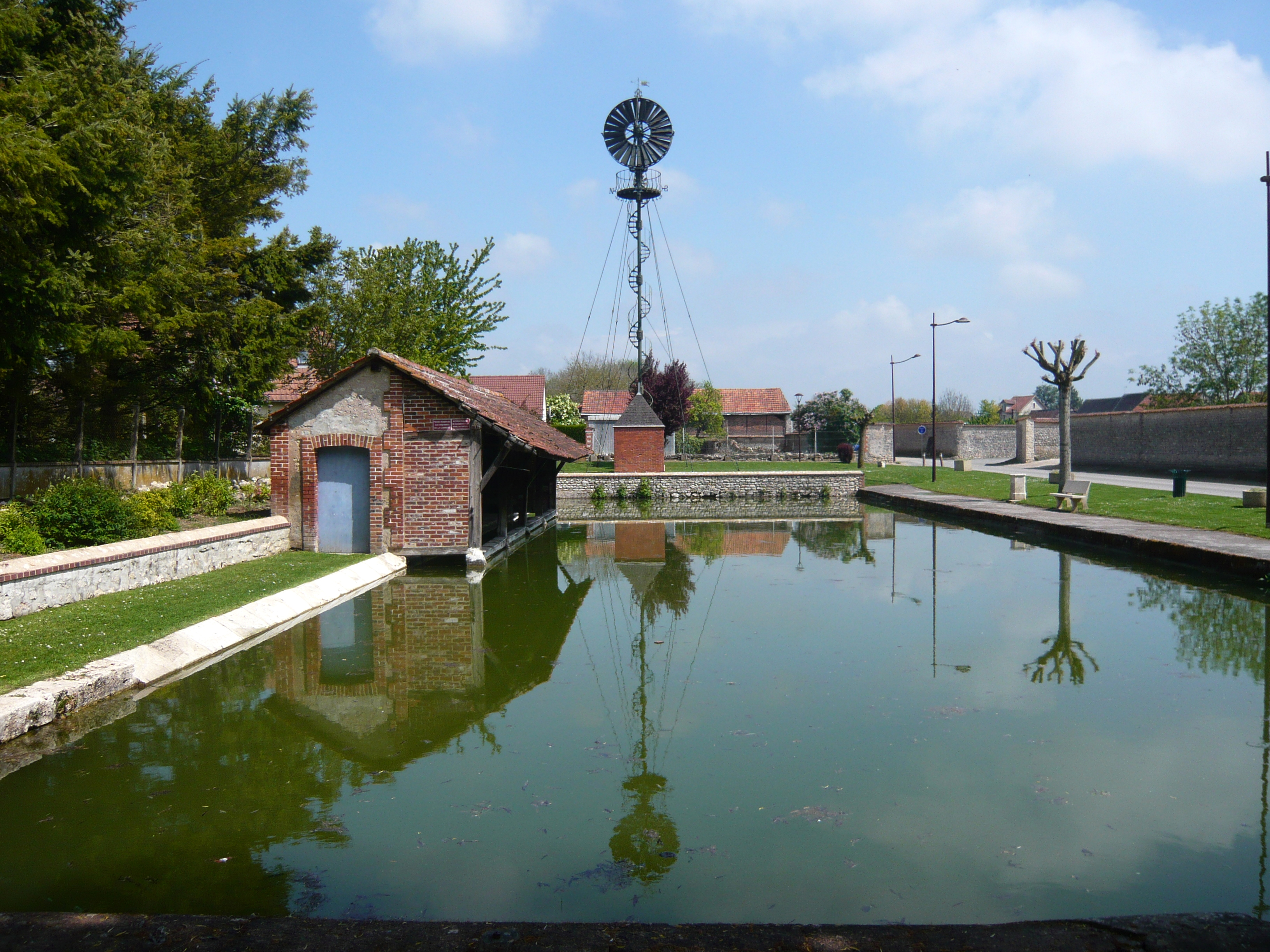
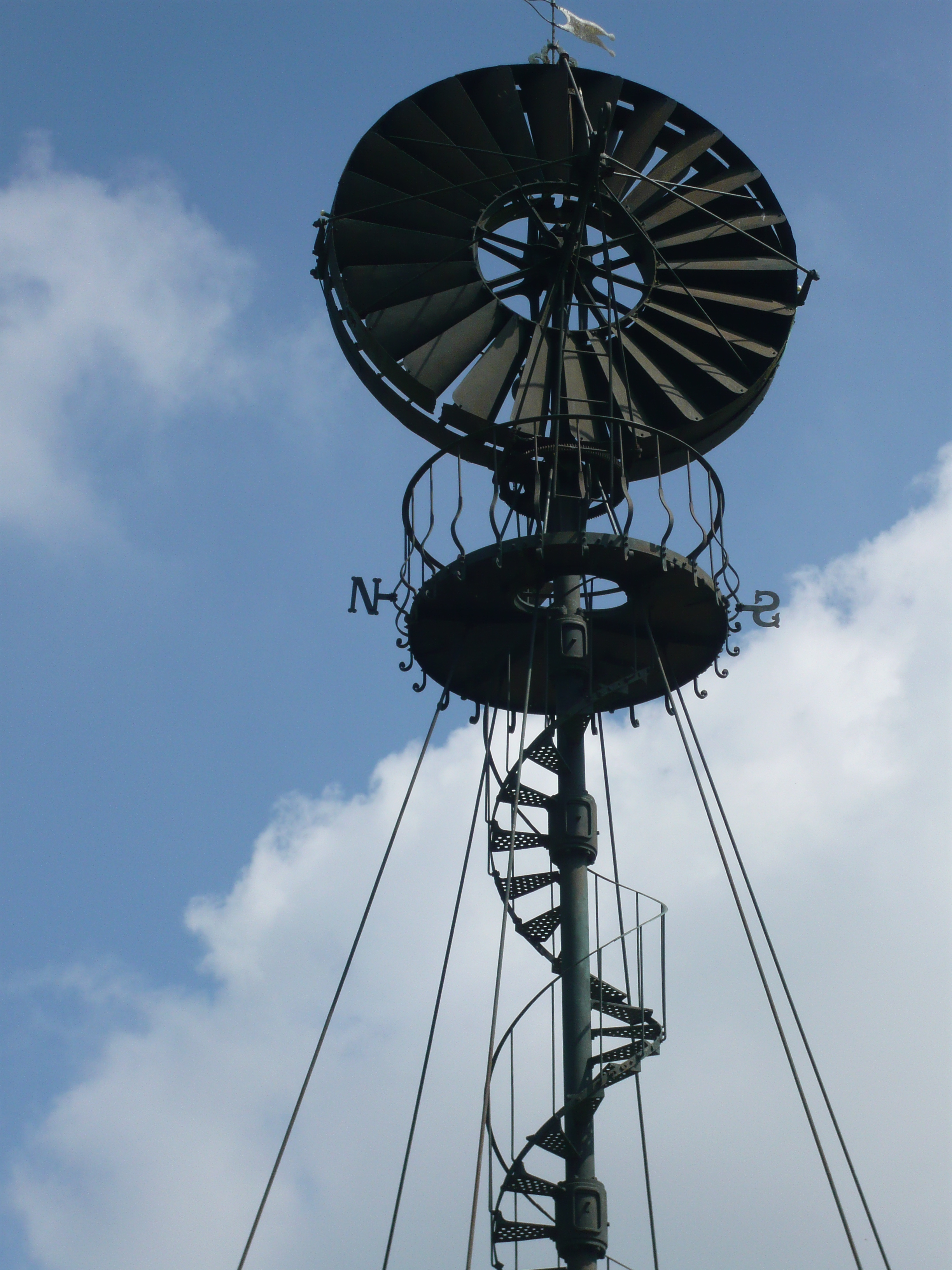
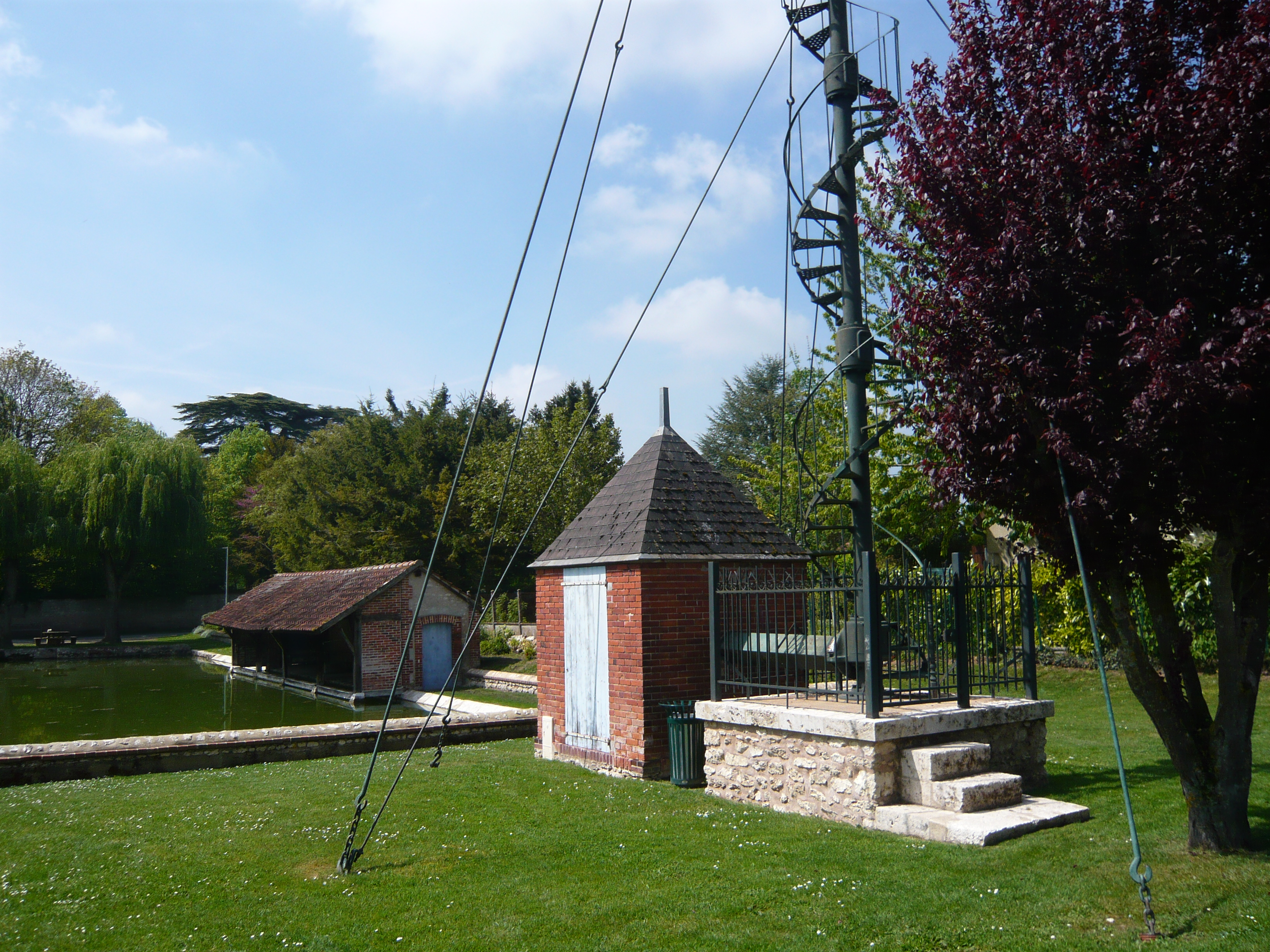